# Liste von Burgen, Schlössern und Festungen im Département Nord
Die Liste von Burgen, Schlössern und Festungen im Département Nord listet bestehende und abgegangene Anlagen im Département Nord auf. Das Département zählt zur Region Hauts-de-France in Frankreich.

Wappen des Départements Nord (59)
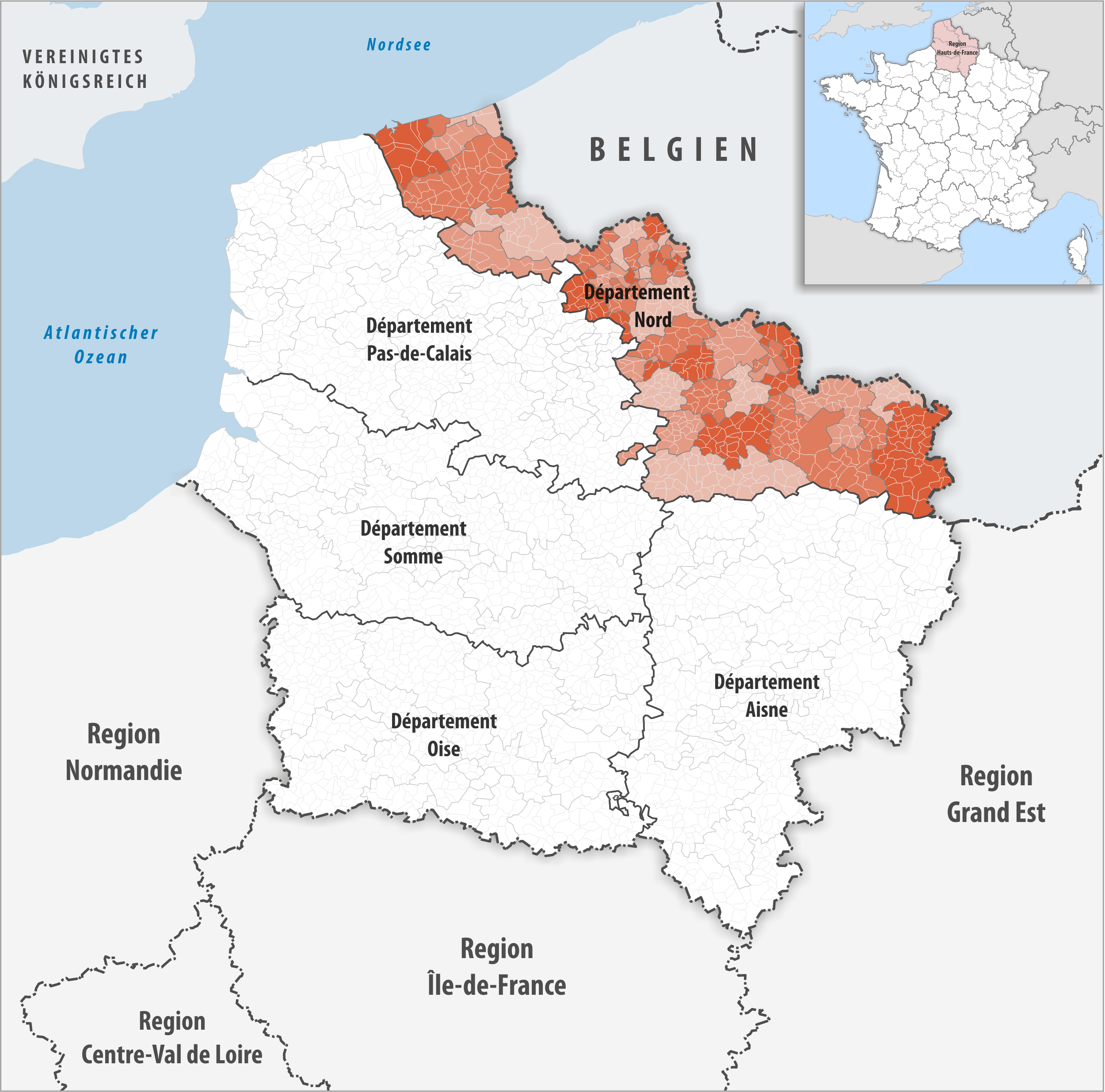
Lage des Départements Nord in der Region Hauts-de-France
Lage der Region Hauts-de-France in Frankreich

## Liste
Bestand am 4. August 2021: 91
| Name deu / fra                                                 | Gemeinde / Lage                              | Typ (Untertyp)       | Bemerkungen                                               | Bild |
| -------------------------------------------------------------- | -------------------------------------------- | -------------------- | --------------------------------------------------------- | ---- |
| Schloss Assignies Château d'Assignies                          | Mérignies 50,506677° N, 3,089841° O          | Schloss              |                                                           |      |
| Schloss Aubry-du-Hainaut Château d'Aubry-du-Hainaut            | Aubry-du-Hainaut 50,369221° N, 3,463413° O   | Schloss              |                                                           |      |
| Schloss Auby Château d'Auby                                    | Auby 50,415203° N, 3,057084° O               | Schloss              | Im Schloss befindet sich heute das Rathaus (Mairie)       |      |
| Schloss Audignies Château d'Audignies                          | Audignies 50,290065° N, 3,808865° O          | Schloss              |                                                           |      |
| Schloss Bailleul Château de Bailleul                           | Condé-sur-l’Escaut 50,449421° N, 3,590695° O | Schloss              |                                                           |      |
| Schloss Bellignies Château de Bellignies                       | Bellignies                                   | Schloss              |                                                           |      |
| Schloss Bernicourt Château de Bernicourt                       | Roost-Warendin                               | Schloss              |                                                           |      |
| Schloss La Briarde Château de la Briarde                       | West-Cappel                                  | Schloss              |                                                           |      |
| Schloss Brigode Château de Brigode                             | Villeneuve-d’Ascq                            | Schloss              | Abgerissen                                                |      |
| Schloss Busigny Château de Busigny                             | Busigny                                      | Schloss              | Nur zwei Türme erhalten                                   |      |
| Bischofspalast Cambrai Palais archiépiscopal de Cambrai        | Cambrai                                      | Schloss (Palais)     |                                                           |      |
| Schloss Cassel Châtellenie de Cassel                           | Cassel                                       | Schloss              | Heute das Rathaus und das Musée de Flandre                |      |
| Schloss Clermont Château de Clermont                           | Béthencourt                                  | Schloss              | 2007 abgerissen                                           |      |
| Schloss Courcelette Château de Courcelette                     | Lannoy                                       | Schloss              |                                                           |      |
| Schloss Coutant Château de Coutant                             | Saint-Hilaire-sur-Helpe                      | Schloss              |                                                           |      |
| Schloss La Croix Blanche Château de la Croix Blanche           | Croix                                        | Schloss              | Heute das Rathaus (Mairie)                                |      |
| Schloss Cysoing Château de l'abbaye de Cysoing                 | Cysoing                                      | Schloss              | Ehemaliges Kloster                                        |      |
| Schloss Dampierre Château Dampierre                            | Anzin                                        | Schloss              |                                                           |      |
| Schloss Desandrouin Château Desandrouin                        | Fresnes-sur-Escaut                           | Schloss              |                                                           |      |
| Schloss Les Douaniers Château des Douaniers                    | Fresnes-sur-Escaut                           | Schloss              |                                                           |      |
| Schloss Dourlers Château de Dourlers                           | Dourlers                                     | Schloss              | Heute ein Pfadfindermuseum                                |      |
| Schloss En Haut Château d'en Haut                              | Jenlain                                      | Schloss              |                                                           |      |
| Schloss Engelshof Château d'Engelshof                          | Bambecque                                    | Schloss              |                                                           |      |
| Schloss L’Ermitage Château de l'Ermitage                       | La Neuville                                  | Schloss              |                                                           |      |
| Schloss Esnes Château d'Esnes                                  | Esnes                                        | Schloss              |                                                           |      |
| Schloss Esquelbecq Château d'Esquelbecq                        | Esquelbecq                                   | Schloss              |                                                           |      |
| Schloss Flers Château de Flers                                 | Villeneuve-d’Ascq 50,635795° N, 3,132876° O  | Schloss              | Heute ein Museum                                          |      |
| Schloss Florin Château Florin                                  | Croix                                        | Schloss              |                                                           |      |
| Schloss La Fontaine Château de la Fontaine                     | Croix                                        | Schloss              |                                                           |      |
| Schloss Les Frenelles Château des Frenelles                    | Bouvignies                                   | Schloss              |                                                           |      |
| Schloss Fretin Château de Fretin                               | Fretin                                       | Schloss              |                                                           |      |
| Schloss Gœulzin Château de Gœulzin                             | Gœulzin                                      | Schloss              | Ruine                                                     |      |
| Schloss Gossuin Château Gossuin                                | Ferrière-la-Petite                           | Schloss              | Heute das Rathaus (Mairie)                                |      |
| Schloss der Grafen von Hainaut Château des comtes de Hainaut   | Condé-sur-l’Escaut                           | Schloss              |                                                           |      |
| Schloss der Grafen von Lallaing Château des comtes de Lallaing | Lallaing                                     | Schloss              | Abgegangen                                                |      |
| Schloss Gravelines Château de Gravelines                       | Gravelines                                   | Schloss              | Heute ein Zeichen- und Druckmuseum                        |      |
| Schloss Gussignies Château de Gussignies                       | Gussignies                                   | Schloss              |                                                           |      |
| Herrenhaus Hallennes Manoir d'Hallennes                        | Hallennes-lez-Haubourdin                     | Schloss (Herrenhaus) |                                                           |      |
| Schloss L’Hamerhouck Château de l'Hamerhouck                   | Cassel                                       | Schloss              |                                                           |      |
| Schloss L’Hermitage Château de l'Hermitage                     | Condé-sur-l’Escaut                           | Schloss              |                                                           |      |
| Schloss Hugémont Château d'Hugémont                            | Dompierre-sur-Helpe                          | Schloss              |                                                           |      |
| Schloss Isenghien Château d'Isenghien                          | Lomme                                        | Schloss              | Heute ein Kino                                            |      |
| Burg Jeumont Château de Jeumont                                | Jeumont                                      | Burg                 | Ruine                                                     |      |
| Schloss Landas Château de Landas                               | Loos                                         | Schloss              |                                                           |      |
| Schloss Le Loir Château du Loir                                | Sars-et-Rosières                             | Schloss              |                                                           |      |
| Schloss Ligny Château de Ligny                                 | Ligny-en-Cambrésis                           | Schloss              | Heute ein Hotel                                           |      |
| Zitadelle Lille Citadelle de Lille                             | Lille                                        | Festung (Zitadelle)  |                                                           |      |
| Schloss Maillard Château Maillard                              | Eppe-Sauvage                                 | Schloss              | Gästezimmer                                               |      |
| Schloss La Marlière Château de la Marlière                     | Fourmies                                     | Schloss              |                                                           |      |
| Schloss Montmonrency Château de Montmonrency                   | Montigny-en-Ostrevent                        | Schloss              |                                                           |      |
| Schloss La Motte Fénelon Château de la Motte Fénelon           | Cambrai                                      | Schloss              |                                                           |      |
| Schloss La Motte-aux-Bois Château de la Motte-aux-Bois         | Morbecque                                    | Schloss              |                                                           |      |
| Schloss Noordpeene Château de Noordpeene (Château de la tour)  | Noordpeene                                   | Schloss              |                                                           |      |
| Schloss Notre-Dame Hôpital Notre-Dame                          | Seclin                                       | Schloss              | Ehemaliges Krankenhaus                                    |      |
| Schloss Obies Château d'Obies                                  | Obies                                        | Schloss              |                                                           |      |
| Schloss Les Ormes Château des Ormes                            | Lambersart                                   | Schloss              |                                                           |      |
| Turm Ostrevant Tour d'Ostrevant                                | Bouchain                                     | Burg (Turm)          | Mittelalterlicher Turm, heute ein Museum                  |      |
| Schloss La Phalecque Château de la Phalecque                   | Lompret                                      | Schloss              |                                                           |      |
| Schloss Philippe de Comines Château de Philippe de Comines     | Renescure                                    | Schloss              |                                                           |      |
| Schloss Pont-de-Sains Château de Pont-de-Sains                 | Féron                                        | Schloss              |                                                           |      |
| Schloss Potelle Château de Potelle                             | Potelle                                      | Burg                 |                                                           |      |
| Schloss Prémesques Château de Prémesques                       | Prémesques                                   | Schloss              |                                                           |      |
| Schloss Le Quesnoy Château comtal du Quesnoy                   | Le Quesnoy                                   | Schloss              |                                                           |      |
| Schloss Raismes Château de Raismes                             | Raismes                                      | Schloss              |                                                           |      |
| Schloss Rametz Château de Rametz                               | Saint-Waast                                  | Schloss              |                                                           |      |
| Schloss Ranette Château de Ranette                             | Cambrai                                      | Schloss              |                                                           |      |
| Schloss Rieulay Château de Rieulay                             | Rieulay                                      | Schloss              |                                                           |      |
| Schloss Rieux-en-Cambrésis Château de Rieux-en-Cambrésis       | Rieux-en-Cambrésis                           | Schloss              |                                                           |      |
| Palais Rihour                                                  | Lille                                        | Schloss (Palais)     | War Residenz der burgundischen Herzöge und später Rathaus |      |
| Schloss Robersart Château de Robersart                         | Wambrechies                                  | Schloss              | Heute ein Museum                                          |      |
| Schloss Roucourt Château de Roucourt                           | Roucourt                                     | Schloss              |                                                           |      |
| Schloss Rupilly Château de Rupilly                             | Mérignies                                    | Schloss              |                                                           |      |
| Schloss Saint-Aubert Château de l'abbaye Saint-Aubert          | Avesnes-le-Sec                               | Schloss              | Ehemaliges Kloster                                        |      |
| Schloss Le Sart Château du Sart                                | Villeneuve-d’Ascq                            | Schloss              |                                                           |      |
| Burg Selles Château de Selles                                  | Cambrai                                      | Burg                 |                                                           |      |
| Schloss Socx Château de Socx                                   | Socx                                         | Schloss              |                                                           |      |
| Burg Steene Château de Steene (Steenbourg, Zylof)              | Steene                                       | Burg                 |                                                           |      |
| Schloss der Templer Ferme des Templiers                        | Verlinghem                                   | Schloss              |                                                           |      |
| Schloss Trélon Château de Trélon                               | Trélon                                       | Schloss              |                                                           |      |
| Palais Vaissier                                                | Tourcoing                                    | Schloss (Palais)     | Weitgehend abgegangen                                     |      |
| Schloss Vandamme Château Vandamme                              | Cassel                                       | Schloss              |                                                           |      |
| Schloss Verlinghem Château de Verlinghem                       | Verlinghem                                   | Schloss              |                                                           |      |
| Schloss Le Vert-Bois Château du Vert-Bois                      | Bondues                                      | Schloss              |                                                           |      |
| Schloss Vésignion Château de Vésignion                         | Lewarde                                      | Schloss              |                                                           |      |
| Schloss La Vigne Château de la Vigne                           | Bondues                                      | Schloss              |                                                           |      |
| Schloss Villers-Campeau Château de Villers-Campeau             | Bruille-lez-Marchiennes                      | Schloss              |                                                           |      |
| Schloss Voyaux Château Voyaux                                  | Eppe-Sauvage                                 | Schloss              |                                                           |      |
| Schloss Warnicamps Château de Warnicamps                       | Houdain-lez-Bavay                            | Schloss              |                                                           |      |
| Burg Wignacourt Château de Wignacourt                          | Flêtre                                       | Burg                 | Ruine                                                     |      |
| Herrenhaus Le Withof Manoir du Withof                          | Bourbourg                                    | Schloss (Herrenhaus) |                                                           |      |
| Schloss Zuthove Château de Zuthove                             | Renescure                                    | Schloss              |                                                           |      |